# 格伦·福斯特
格伦·福斯特（英語：Glen Foster，1930年8月14日—1999年10月1日），美国前男子帆船运动员。他曾代表美国参加1972年夏季奥林匹克运动会帆船比赛，其中彼得·迪安获得一枚铜牌。